# Scooby-Doo and Scrappy-Doo (videogioco)
Scooby-Doo and Scrappy-Doo (titolo in copertina) o Scooby & Scrappy Doo (titolo su schermo) è un videogioco a piattaforme basato sui personaggi di Scooby-Doo, pubblicato nel 1991 per gli home computer Amiga, Amstrad CPC, Atari ST, Commodore 64 e ZX Spectrum dall'editrice britannica Hi-Tec Software. Il personaggio controllabile è Scrappy Doo e deve attraversare una serie di livelli a scorrimento, difendendosi a pugni. Il gioco uscì in edizione economica e di solito ricevette recensioni da medie a molto buone sulla stampa dell'epoca. Questo fu l'unico gioco ufficiale su Scooby-Doo per Amiga e ST, mentre per gli altri tre computer venne preceduto da Scooby-Doo (1986).

## Modalità di gioco
Scrappy Doo deve raggiungere l'uscita di una serie di percorsi a piattaforme, con visuale di profilo a scorrimento, per salvare Scooby Doo e Shaggy che sono stati rapiti. Scrappy può camminare a destra e sinistra, saltare, e attaccare sferrando pugni. Tenendo premuto il pulsante di fuoco per qualche istante, al suo rilascio si sferra un pugno più potente. Occasionalmente si può anche muovere in tutte le direzioni con uno skateboard volante. I nemici sono animali e altre creature che fanno perdere una vita in caso di contatto, come anche le cadute in fossati letali. Ci sono molti spuntini da raccogliere e ogni 15 si vince una vita.
Le versioni a 8 bit (Amstrad, C64, Spectrum) hanno un design dei livelli tra loro corrispondente, con l'evidente differenza che la versione Spectrum è monocromatica, mentre quelle a 16 bit (Amiga e ST, molto simili tra loro), sono del tutto diverse. Le versioni a 8 bit hanno quattro livelli, a scorrimento soltanto orizzontale, con l'uscita sempre all'estremità destra: città fantasma, cimitero, palazzo, segrete.
Le versioni a 16 bit hanno nove livelli variamente strutturati, con scorrimento anche verticale, attraverso una nave da crociera e poi diverse zone tematiche di un'isola, fino al castello di un drago; l'ultimo livello è uno scontro con il drago, unico boss del gioco. In queste versioni Scrappy ha anche la capacità di eliminare o stordire vari tipi di nemici saltandogli sopra la testa, inoltre ci sono zone in cui si sposta con un pogo o nuota sott'acqua.